# Stazione meteorologica di Frosinone Aeroporto
La stazione meteorologica di Frosinone Aeroporto è la stazione meteorologica di riferimento per il Servizio Meteorologico dell'Aeronautica Militare e per l'Organizzazione Mondiale della Meteorologia, relativa alla città di Frosinone.

## Caratteristiche
La stazione meteorologica è situata nell'Italia centrale, nel Lazio, presso la città di Frosinone, a 181 metri s.l.m. e alle coordinate geografiche 41°38′N 13°18′E.
La stazione effettua rilevazioni orarie con osservazioni sullo stato del cielo (nuvolosità in chiaro) e su temperatura, precipitazioni, umidità relativa, pressione atmosferica con valore normalizzato al livello del mare, direzione e velocità del vento.

## Medie climatiche ufficiali

### Dati climatologici 1971-2000
In base alle medie climatiche relative al trentennio 1971-2000, le più recenti in uso, la temperatura media del mese più freddo, gennaio, è di 6 °C, mentre quella del mese più caldo, agosto, è di 23,7 °C; mediamente si contano 45 giorni di gelo all'anno e 50 giorni annui con temperatura massima uguale o superiore a 30 °C. Nel trentennio esaminato, i valori estremi di temperatura sono i +40,4 °C dell'agosto 1998 e i -18,0 °C del gennaio 1985.
Le precipitazioni medie annue si attestano a 1233 mm, mediamente distribuite in 96 giorni, con minimo in estate e picco massimo in autunno e in inverno.
L'umidità relativa media annua fa registrare il valore di 72,1% con minimi di 66% a luglio e ad agosto e massimi di 79% a novembre e a dicembre; mediamente si registrano 74 giorni annui con episodi nebbiosi.
Di seguito è riportata la tabella con le medie climatiche e i valori massimi e minimi assoluti registrati nel trantennio 1971-2000 e pubblicati nell'Atlante Climatico d'Italia del Servizio Meteorologico dell'Aeronautica Militare relativo al medesimo trentennio.
| Frosinone Aeroporto (1971-2000) | Mesi         | Mesi        | Mesi        | Mesi        | Mesi        | Mesi        | Mesi        | Mesi        | Mesi        | Mesi        | Mesi        | Mesi        | Stagioni | Stagioni | Stagioni | Stagioni | Anno    |
| Frosinone Aeroporto (1971-2000) | Gen          | Feb         | Mar         | Apr         | Mag         | Giu         | Lug         | Ago         | Set         | Ott         | Nov         | Dic         | Inv      | Pri      | Est      | Aut      | Anno    |
| ------------------------------- | ------------ | ----------- | ----------- | ----------- | ----------- | ----------- | ----------- | ----------- | ----------- | ----------- | ----------- | ----------- | -------- | -------- | -------- | -------- | ------- |
| T. max. media (°C)              | 11,2         | 12,6        | 15,2        | 17,7        | 22,9        | 27,0        | 30,6        | 30,9        | 26,5        | 21,1        | 15,2        | 11,9        | 11,9     | 18,6     | 29,5     | 20,9     | 20,2    |
| T. min. media (°C)              | 0,8          | 1,6         | 3,7         | 6,0         | 10,0        | 13,5        | 16,1        | 16,5        | 13,5        | 9,4         | 4,8         | 1,8         | 1,4      | 6,6      | 15,4     | 9,2      | 8,1     |
| T. max. assoluta (°C)           | 19,0 (1996)  | 21,6 (1990) | 26,8 (1981) | 27,8 (1993) | 31,4 (1994) | 38,0 (1982) | 39,2 (1983) | 40,4 (1998) | 38,2 (1982) | 30,0 (1997) | 24,8 (1994) | 21,8 (1991) | 21,8     | 31,4     | 40,4     | 38,2     | 40,4    |
| T. min. assoluta (°C)           | −19,0 (1985) | −7,2 (1991) | −7,3 (1971) | −2,2 (1991) | 1,4 (1991)  | 5,4 (1980)  | 8,7 (1980)  | 8,0 (1989)  | 4,7 (1971)  | −0,4 (1971) | −7,2 (1973) | −7,4 (1991) | −19,0    | −7,3     | 5,4      | −7,2     | −19,0   |
| Giorni di calura (Tmax ≥ 30 °C) | 0            | 0           | 0           | 0           | 0           | 7           | 19          | 19          | 5           | 0           | 0           | 0           | 0        | 0        | 45       | 5        | 50      |
| Giorni di gelo (Tmin ≤ 0 °C)    | 14           | 10          | 4           | 1           | 0           | 0           | 0           | 0           | 0           | 0           | 4           | 12          | 36       | 5        | 0        | 4        | 45      |
| Precipitazioni (mm)             | 104,6        | 112,6       | 87,9        | 116,7       | 74,4        | 47,9        | 41,6        | 56,5        | 102,8       | 147,5       | 192,6       | 147,5       | 364,7    | 279,0    | 146,0    | 442,9    | 1 232,6 |
| Giorni di pioggia               | 8            | 8           | 9           | 11          | 8           | 6           | 4           | 5           | 7           | 9           | 11          | 10          | 26       | 28       | 15       | 27       | 96      |
| Giorni di nebbia                | 13           | 8           | 5           | 5           | 5           | 1           | 1           | 1           | 3           | 9           | 12          | 12          | 33       | 15       | 3        | 24       | 75      |
| Umidità relativa media (%)      | 76           | 72          | 70          | 71          | 71          | 68          | 66          | 66          | 71          | 76          | 79          | 79          | 75,7     | 70,7     | 66,7     | 75,3     | 72,1    |

### Dati climatologici 1961-1990
Secondo i dati medi del trentennio 1961-1990, ancora in uso per l'Organizzazione meteorologica mondiale e definito Climate Normal (CLINO),la temperatura media del mese più freddo, gennaio, si attesta a +5,6 °C, mentre quella del mese più caldo, agosto, è di +23,1 °C; mediamente, si registrano 47 giorni di gelo all'anno. Nel medesimo trentennio, la temperatura minima assoluta ha toccato i -18,0 °C nel gennaio 1985 (media delle minime assolute annue di -6,8 °C), mentre la massima assoluta ha fatto registrare i +40,0 °C nell'agosto 1981 (media delle massime assolute annue di +36,5 °C).
La nuvolosità media annua si attesta a 3,6 okta, con minimi di 2,1 okta a luglio e ad agosto e massimi di 4,4 okta a febbraio, a marzo, ad aprile e a dicembre.
Le precipitazioni medie annue sono abbondanti, di quasi 1300 mm, mediamente distribuite in 100 giorni, con un picco tra l'autunno e l'inverno ed un minimo relativo estivo.
L'umidità relativa media annua fa registrare il valore di 72,8% con minimi di 68% a luglio e ad agosto e massimo di 79% a novembre.
| Frosinone Aeroporto (1961-1990) | Mesi         | Mesi        | Mesi        | Mesi        | Mesi        | Mesi        | Mesi        | Mesi        | Mesi        | Mesi        | Mesi        | Mesi        | Stagioni | Stagioni | Stagioni | Stagioni | Anno    |
| Frosinone Aeroporto (1961-1990) | Gen          | Feb         | Mar         | Apr         | Mag         | Giu         | Lug         | Ago         | Set         | Ott         | Nov         | Dic         | Inv      | Pri      | Est      | Aut      | Anno    |
| ------------------------------- | ------------ | ----------- | ----------- | ----------- | ----------- | ----------- | ----------- | ----------- | ----------- | ----------- | ----------- | ----------- | -------- | -------- | -------- | -------- | ------- |
| T. max. media (°C)              | 10,6         | 12,1        | 14,7        | 17,9        | 22,6        | 26,6        | 30,3        | 30,2        | 26,5        | 21,2        | 15,3        | 11,5        | 11,4     | 18,4     | 29,0     | 21,0     | 20,0    |
| T. min. media (°C)              | 0,5          | 1,7         | 3,7         | 6,1         | 9,8         | 13,2        | 15,8        | 16,0        | 13,4        | 9,2         | 5,0         | 1,8         | 1,3      | 6,5      | 15,0     | 9,2      | 8,0     |
| T. max. assoluta (°C)           | 19,5 (1965)  | 21,6 (1990) | 26,8 (1981) | 27,8 (1961) | 32,0 (1962) | 38,0 (1982) | 39,4 (1967) | 40,0 (1981) | 38,2 (1982) | 29,4 (1990) | 23,8 (1963) | 21,2 (1986) | 21,6     | 32,0     | 40,0     | 38,2     | 40,0    |
| T. min. assoluta (°C)           | −19,0 (1985) | −9,0 (1964) | −7,6 (1963) | −2,8 (1966) | 0,0 (1970)  | 3,4 (1962)  | 8,7 (1980)  | 8,0 (1989)  | 4,7 (1971)  | −0,4 (1971) | −7,2 (1973) | −7,4 (1986) | −19,0    | −7,6     | 3,4      | −7,2     | −19,0   |
| Giorni di gelo (Tmin ≤ 0 °C)    | 15           | 10          | 5           | 1           | 0           | 0           | 0           | 0           | 0           | 0           | 4           | 12          | 37       | 6        | 0        | 4        | 47      |
| Nuvolosità (okta al giorno)     | 4,1          | 4,4         | 4,4         | 4,4         | 3,7         | 3,1         | 2,1         | 2,1         | 2,9         | 3,3         | 4,3         | 4,4         | 4,3      | 4,2      | 2,4      | 3,5      | 3,6     |
| Precipitazioni (mm)             | 132,6        | 128,2       | 100,2       | 98,9        | 68,5        | 50,6        | 39,9        | 65,3        | 95,2        | 141,7       | 202,2       | 175,4       | 436,2    | 267,6    | 155,8    | 439,1    | 1 298,7 |
| Giorni di pioggia               | 9            | 9           | 10          | 11          | 8           | 7           | 4           | 6           | 7           | 8           | 11          | 11          | 29       | 29       | 17       | 26       | 101     |
| Umidità relativa media (%)      | 77           | 74          | 70          | 71          | 72          | 70          | 68          | 68          | 71          | 75          | 79          | 78          | 76,3     | 71       | 68,7     | 75       | 72,8    |

## Valori estremi

### Temperature estreme mensili dal 1961 ad oggi
Nella tabella sottostante sono riportate le temperature massime e minime assolute mensili, stagionali ed annuali dal 1961 ad oggi, con il relativo anno in cui si queste si sono registrate. La massima assoluta del quarantennio esaminato di +42,8 °C è dell'agosto 2017, mentre la minima assoluta di -19,0 °C risale al gennaio 1985.
| Frosinone Aeroporto (1961-2023) | Mesi         | Mesi         | Mesi        | Mesi        | Mesi        | Mesi        | Mesi        | Mesi        | Mesi        | Mesi        | Mesi        | Mesi        | Stagioni | Stagioni | Stagioni | Stagioni | Anno  |
| Frosinone Aeroporto (1961-2023) | Gen          | Feb          | Mar         | Apr         | Mag         | Giu         | Lug         | Ago         | Set         | Ott         | Nov         | Dic         | Inv      | Pri      | Est      | Aut      | Anno  |
| ------------------------------- | ------------ | ------------ | ----------- | ----------- | ----------- | ----------- | ----------- | ----------- | ----------- | ----------- | ----------- | ----------- | -------- | -------- | -------- | -------- | ----- |
| T. max. assoluta (°C)           | 19,5 (1965)  | 21,6 (1990)  | 26,8 (1981) | 28,6 (2012) | 34,0 (2009) | 38,4 (2022) | 39,4 (1967) | 42,8 (2017) | 38,2 (1982) | 32,2 (2023) | 25,0 (2022) | 21,8 (1991) | 21,8     | 34,0     | 42,8     | 38,2     | 42,8  |
| T. min. assoluta (°C)           | −19,0 (1985) | −10,2 (2018) | −7,6 (1963) | −2,8 (1966) | 0,0 (1970)  | 3,4 (1962)  | 8,7 (1980)  | 8,0 (1989)  | 4,7 (1971)  | −0,4 (1971) | −7,2 (1973) | −8,0 (2001) | −19,0    | −7,6     | 3,4      | −7,2     | −19,0 |